# Hino (Tokio)
Hino (日野市 Hino-shi?) es una ciudad ubicada en Tokio Occidental, la parte occidental de la Metrópolis de Tokio, Japón.
Fue fundada el 3 de noviembre de 1963. Tiene una superficie de 27,53 km² y una población de 171.309 habitantes. La densidad poblacional, por tanto, es de 6.222,63. Como lugares turísticos posee el Tama Zoo y el templo Budista Takahatafudo. Está gobernada por el alcalde Baba Hiromichi.

## Hermanamientos
- San Miguel de Allende, México[3]